# パキスタンの政党
パキスタンの政党（パキスタンのせいとう）：

## 2013年総選挙で国会に議席を得た主要政党
2013年5月11日に実施されたパキスタン総選挙で国会に議席を得た政党は以下の通り
1. パキスタン・ムスリム連盟ナワーズ・シャリーフ派（PML-N）
2. パキスタン人民党（PPP）
3. パキスタン正義運動（PTI）
4. 統一民族運動（MQM）
5. イスラム聖職者協会ファズル派（英語版）（JUI-F）
6. パキスタン・ムスリム連盟機能派（英語版）（PML-F）

## その他の政党
- パキスタン・ムスリム連盟カーイデ・アーザム派
- パキスタン・ムスリム連盟シャリーフ派
- アワーミー国民党（ANP）
- 統一行動評議会（MMA）
- パシュトゥン大衆党（英語版）
- 国民党 (パキスタン)（英語版）